# Peskovi
Peskovi (maced. Пескови = Peskowi, alb. Bistër) – szczyt w górach Szar Płanina. Leży na granicy między Kosowem a Macedonią Północną. Jest drugim co do wysokości szczytem Kosowa.